# Marie Mandy
 (mars 2021).
Si vous disposez d'ouvrages ou d'articles de référence ou si vous connaissez des sites web de qualité traitant du thème abordé ici, merci de compléter l'article en donnant les références utiles à sa vérifiabilité et en les liant à la section « Notes et références ».
Pour les articles homonymes, voir Mandy.
Marie Mandy (née en 1961 à Louvain, dans le Brabant flamand) est une réalisatrice et photographe belge. 

## Biographie
Après une licence en philologie romane à l'université de Louvain, Marie Mandy étudie le cinéma à la London International Film School.
Lauréate de la Fondation de la vocation, elle a d'abord été photographe avant de réaliser une trentaine de documentaires. Formée au scénario et à la dramaturgie, elle enseigne l’écriture du documentaire au CEFPF à Paris et intervient dans de nombreux séminaires.

## Filmographie

### Documentaires TV
- 1996 : Le spectre de Marx, entretien avec Jacques Derrida (28 min - Saga Films, RTBF)
- 1997 : Paul Ricoeur, interprétons notre monde contemporain (30 min - Saga Films, RTBF)
- 1998 : Portrait de groupe en l'absence du ministre, Ceci n'est pas un film sur le cinéma belge (59 min - The Factory, Arte, RTBF)
- 2001 : Madeleine au paradis (51 min - Luna Blue Film, Les films du tambour de soie, RTBF, France 2)
- 2001 : Hubert Nyssen, portrait en 13 fragments (26 min - Copsi Video, France 3 Marseille)
- 2001 : Filmer le désir, voyage à travers le cinéma des femmes (59 min - The Factory, Saga Films, RTBF, Arte France et distribué aux États-Unis par Women Make Movies)
- 2002 : La femme du président (57 min - Dune, Sokan, Arte, RTBF, TV5 Monde, SBS Australie, Arte, RTBF, TSR, TV5)
- 2002 : Hubert Nyssen, portrait en 22 fragments (52 min - Copsi Video, Saga Films, CBA, RTBF)
- 2002 : Hubert Nyssen, un éditeur, son double et quelques autres (75 min - Copsi Video, Saga Films, Arte France, RTBF)
- 2003 : Le regard des autres (30 min - The Factory, Luna Blue Film, France 2, RTBF)
- 2003 : Nos parents sont gays et c'est pas triste ! (30 min - The Factory, Luna Blue Film, France 2, RTBF)
- 2004 : Les seins aussi ont commencé petits...[1] (28 min - The Factory, Luna Blue Film, France 2)
- 2005 : La vie sans la vue (57 min - The Factory, Luna Blue Film, France 2, RTBF)
- 2005 : Comment le dire à sa mère ? (26 min - The Factory, Luna Blue Film, France 2, RTBF)
- 2005 : J'voulais pas mourir, juste me tuer ! (26 min et 40 min - The Factory, Luna Blue Film, France 2, RTBF)
- 2006 : C koi être une femme ? (24 min - The Factory, Luna Blue Film, France 2, RTBF)
- 2006 : C koi être féministe ? (24 min - The Factory, Luna Blue Film, France 2, RTBF)
- 2007 : Moi et ma mère (26 min - The Factory, Luna Blue Film, France 2, RTBF)
- 2008 : Ça n'est que justice ! (26 min et 52 min - The Factory, Luna Blue Film, France 2, RTBF)
- 2010 : L'utérus artificiel, le ventre de personne (52 min - The Factory, Fontana, Arte, RTBF)
- 2012 : J'suis pas mort (65 min - The Factory, Luna Blue Film, France 2, RTBF)
- 2014 : Oui mais non, le compromis à la Belge [2](60 min et 74 min - The Factory, Luna Blue Film, Arte, RTBF)
- 2015 : Inondations, une menace planétaire (92 min - Georama TV, NHK, Luna Blue Film, Heilongijang TV Station, Arte, RTBF, RTS, Radio Canada, SVT)

- 2018 : Rire en temps de crise[3] (52 min - Eleazar, Luna Blue Film, France 3 IDF, RTBF)
- 2019 : Une femme prêtre, la passion selon Myra (62 min - Luna Blue Film, RTBF)

### Longs métrages TV et Cinéma
- 1992 : Pardon Cupidon (84 min - Amazone Films, Canal + France, RTL, Communauté Française de Belgique, CGER et sortie salles en France, Belgique, Luxembourg, Canada, Brésil et Espagne)
- 2004 : Voir (sans les yeux) (89 min - the Factory, Saga Film, Luna Blue Film, RTBF, ARTE France)
- 2010 : Mes deux seins, journal d'une guérison (91 min - the Factory, Fontana, France 2, RTBF, TSR)

### Courts métrages
- 1986 : The trouble with mary (9 min)
- 1989 : Judith (13 min - Canal +, RTBF et sortie salle à Londres et en Belgique)
- 2013 : L'étrange balade de Sarina (France 3)
- 2013 : Ali Baba et les 40 virées - 40 très courts métrages autour du personnage d'Ali Baba, à l'occasion de Marseille 2013, Capitale Européenne de la Culture, co-réalisés avec Macha Makeïeff (Les Films du Tambour de Soie, Théâtre National de la Criée, Région Paca, Arte)

## Pièce radiophonique
- 1998 : La ballade des oreilles (15 min - Atelier de Création Sonore et Radiophonique de Bruxelles, RTBF, Radio Campus, Radio Panik, France Culture)

## Photographie: Expositions
- 1981 : Photographies - Galerie Expokot, Louvain-la-Neuve
- 1982 : Polaroïds - Librairie Calligrammes, Wavre
- 1983 : Portraits d'écrivains belges - Foire Internationale du livre, Bruxelles
- 1985 : Tissages photographiques - Mois de la Photo, FNAC, Bruxelles
- 1987 : Images I had in my head - Maison Belge de Cologne, Allemagne (Catalogue d'exposition publié par le CGRI)
- 1987-1990 : Tissages photographiques - Circuit des galeries photo FNAX en France et en Belgique (Paris, Gand, Orléans, Bruxelles, Anvers, Rouan, Caen, Liège,...)
- 1988 : DIVAgations - Galerie Triangle, Bruxelles
- 1988 : Visions I had in my mind, tissages photo - Mullingar Arts Festival, Irlande
- 1988 : Visions I had in my mind - The Gallery of Photography, Irlande
- 1988 : Visions I had in my mind - Portfolio Gallery, Londres
- 1990 : Tissages photographiques - Galerie du Centre Culturel Français, Dakar
- 1991 : Tissages photographiques - Centre St Louis de France, Rome
- 1995 : Portraits d'enfants vivant en institutions - Galerie du Conseil Général des Bouches-du-Rhône, Marseille
- 2005 : Tissages photographiques - Fêtes de la Saint-Martin, Belgique
- 2010 : Par les yeux d'une Amazone[4] (en collaboration avec Vincent Fooy) - Catalogue d'exposition publié par ISALA
- 2010 : Un corps à soi - Galerie Libre Cours, Bruxelles
- 2011 : Par les yeux d'une Amazone - Centre Wallonie-Bruxelles, Paris
- 2011 : Par les yeux d'une Amazone - Abbaye Neumünster, Luxembourg
- 2013 : Vœux d'artistes - Méditation - Exposition collective, Marseille
- 2014 : Décade - Exposition collective, Galerie Martine Ehmer, Bruxelles
- 2015 : Ouvrir le champ - Exposition collective, Château de la Buzine, Marseille
- 2016 : Vœux d'artistes - Venise liquide - Exposition collective, Mersille
- 2017 : Boobs Art - Exposition collective, La maison de l'image chez Speed Factory

## Prix et festivals

### Prix
- 1990 : Festival Tous courts d'Aix-En-Provence - Prix Canal + pour Judith
- 1992 : Festival International du Film Francophone de Namur - Prix FUJI de la meilleure photographie pour Pardon Cupidon
- 2003 : Festival Cinéfable, Paris - Prix du Public pour Nos parents sont gays et c'est pas triste !
- 2004 : Festival de Munich - Prix de la jeunesse pour Le regard des autres
- 2004 : Prix Europa du meilleur documentaire Européen pour Voir (sans les yeux)
- 2004-2005 : Prix Henri Storck du meilleur documentaire belge pour Voir (sans les yeux)
- 2009 : Primé au Festival de Films de Femmes de San Francisco pour Filmer le désir, voyage à travers le cinéma de femmes
- 2010 : 29e Grand Prix International URTI du Documentaire d'Auteur - Médaille d'Argent pour Mes deux seins, journal d'une guérison
- 2010 : Prix Europa - Meilleur documentaire de l'année / Mention pour Mes deux seins, journal d'une guérison
- 2011 : Etoile de la Scam pour Mes deux seins, journal d'une guérison
- 2017 : Deauville Green Awards - Trophée d'or Docu pour Inondations, une menace planétaire

### Festivals
- 1993 : Festival des Films du Monde, Montréal - En sélection officielle pour Pardon Cupidon
- 2001 : Festival des Films du Monde, Montréal - En sélection officielle pour Filmer le désir, voyage à travers le cinéma de femmes
- 2002 : Festival de Films de Femmes de Créteil - En sélection officielle pour Filmer le désir, voyage à travers le cinéma de femmes
- 2002 : Festival de Films de Femmes de Créteil - En sélection officielle pour Madeleine au Paradis
- 2003 : Festival du Films Francophone de Namur - En sélection pour Le regard des autres
- 2003 : 7 d'Or - Nommé dans la catégorie Documentaire Unitaire pour Nos parents sont gays et c'est pas triste !
- 2003 : Festival de Lisbonne pour Hubert Nyssen, un éditeur, son double et quelques autres
- 2003 : Festival del Cinema delle Donne, Turin pour La femme du Président
- 2003 : Women Make Waves Films Festival, Taïwan - En sélection pour Filmer le désir, voyage à travers le cinéma de femmes
- 2003 : Real Madness Film Festival, Londres pour Madeleine au Paradis
- 2004 : Festival du Film sur l'art à Montréal pour Hubert Nyssen, portrait en 22 fragments
- 2004 : Women Make Waves Film Festival, Taïwan pour La femme du Président
- 2004 : Festival des Films du Monde, Montréal - En sélection officielle pour Voir (sans les yeux)
- 2004 : Escales Documentaires de la Rochelle - En sélection officielle pour Voir (sans les yeux)
- 2004 : Women Make Waves Film Festival, Taïwan pour Voir (sans les yeux)
- 2005 : Festival de Films de Femmes de Créteil - En sélection officielle pour Nos parents sont gays et c'est pas triste !
- 2005 : Women Make Waves Film Festival, Taïwan pour Nos parents sont gays et c'est pas triste !
- 2005 : Festival de Films de Femmes de Créteil - En sélection officielle pour Voir (sans les yeux)
- 2005 : Input, San Francisco pour Voir (sans les yeux)
- 2005 : Festival de Films de Femmes, Barcelone - En sélection officielle pour Voir (sans les yeux)
- 2005 : Dallas Video Festival pour Voir (sans les yeux)
- 2005 : Encounters : South African International Documentary Festival pour Voir (sans les yeux)
- 2005 : Women Make Waves Film Festival, Taiwan - En sélection pour Les seins aussi ont commencé petits...
- 2007 : Festival de Films de Femmes de Créteil - En sélection officielle pour Les seins aussi ont commencé petits...
- 2007 : Festival Media 10/10, Namur - En compétition pour Comment le dire à sa mère?
- 2007 : Festival de Films de Femmes de Créteil - En sélection officielle pour Comment le dire à sa mère?
- 2007 : Festival de Films de Femmes de Créteil - En sélection officielle pour J'voulais par mourir, juste me tuer !
- 2010 : Visions du Réel, Nyon - En sélection officielle pour Mes deux seins, journal d'une guérison
- 2010 : Festival des films du monde, Montréal - En sélection officielle pour Mes deux seins, journal d'une guérison
- 2010 : Films de femmes de Bruxelles pour Mes deux seins, journal d'une guérison
- 2010 : Festival du Film Francophone de Namur - En sélection officielle pour Mes deux seins, journal d'une guérison
- 2011 : Festival Parisciences - En sélection pour L'utérus artificiel, le ventre de personne
- 2011 : Festival "A nous de voir", Lyon - En sélection pour L'utérus artificiel, le ventre de personne
- 2011 : International Science Film Festival, Athènes - En sélection pour L'utérus artificiel, le ventre de personne
- 2011 : Académie Nobel, Stockholm pour L'utérus artificiel
- 2011 : One World Film Festival, Prague - En sélection officielle pour Mes deux seins, journal d'une guérison
- 2011 : FIGRA, Le Touquet - En sélection officielle pour Mes deux seins, journal d'une guérison
- 2012 : Filmmor, festival de films de femmes d'Istanbul pour Mes deux seins, journal d'une guérison
- 2012 : Festival de films de femmes de Créteil pour Mes deux seins, journal d'une guérison